# Lamenia laratensis
Lamenia laratensis är en insektsart som först beskrevs av Frederick Arthur Godfrey Muir 1913.  Lamenia laratensis ingår i släktet Lamenia och familjen Derbidae. Inga underarter finns listade i Catalogue of Life.